# Nikolaus von Vormann
Nikolaus von Vormann (Neumark, 24 dicembre 1895 – Berchtesgaden, 26 ottobre 1959) è stato un generale tedesco della Wehrmacht durante la seconda guerra mondiale.

## Biografia
von Vormann nacque nel 1895 a Neumark nella Prussia Occidentale allora parte dell'Impero tedesco. Nel 1914 entrò nell'Esercito prussiano e continuò a servire anche nella Reichswehr della Repubblica di Weimar. Nella seconda guerra mondiale servì sul Fronte orientale e nel 1944 comandò per un breve periodo la 9ª Armata. Durante questo breve periodo, venne coinvolto nella soppressione della Rivolta di Varsavia, nonostante per la distruzione e il massacro della popolazione della capitale polacca vadano incriminati i due generali delle SS Erich von dem Bach-Zelewski e Heinz Reinefarth. Il 4 maggio 1945, con l'avanzata delle truppe alleate sul suolo tedesco, von Vormann fu nominato comandante dell'inesistente Alpenfestung (Fortezza alpina). Fu decorato con la Croce di Cavaliere della Croce di Ferro. Dopo la guerra scrisse due libri documentando le sue esperienze di guerra uno di questi si intitola "Der Feldzug 1939 in Polen and Tscherkassy". Morì il 26 ottobre 1959 a Berchtesgaden.